# 弧形绿菌
弧状绿菌（Chlorobium vibrioforme）是绿菌科绿菌属的一种细菌。细胞稍弯到弧状。生长于含硫化氢和曝于光的泥和滞水（主要是海水）中。

## 词源
种名vibrioforme源于拉丁语动词vibro（弧形）；现代拉丁语名词vibrio（弧菌）；拉丁语形容词后缀-formis（状）；现代拉丁语中性形容词vibrioforme（弧状）。